# Pretilia tuberculata
Pretilia tuberculata är en skalbaggsart som först beskrevs av Fabricius 1801.  Pretilia tuberculata ingår i släktet Pretilia och familjen långhorningar. Inga underarter finns listade i Catalogue of Life.